# Sodom
Sodom (Содом) — немецкая трэш-метал-группа из Гельзенкирхена, коллектив был образован в 1981 году. Sodom принадлежат к пионерам и одним из наиболее успешных классиков немецкой экстремальной метал-сцены наравне с Kreator, Destruction и Tankard. Эти четыре группы составляют так называемую «большую тевтонскую четверку трэш-метала». Манера игры музыкантов, в значительной степени отличающаяся от игры своих современников, повлияла на большое количество трэш-, дэт- и в особенности блэк-метал-групп конца 1980-х — начала 1990-х годов.

## История
В оригинальный состав Sodom вошли Tom Angelripper (настоящее имя — Томас Зух, родился 19 февраля 1963 года), Bloody Monster и Aggressor. Идея о создании группы пришла в голову Тому в качестве отчаянной попытки избавиться от необходимости работать в угольных шахтах его родного города Гельзенкирхен. Черпая вдохновение от творчества таких групп, как Motörhead, Tank, Venom и Accept, музыканты записали два демо, благодаря которым им удалось подписать контракт с фирмой звукозаписи Steamhammer. Оба демо были записаны уже без участия Bloody Monster, которого заменил Крис Witchunter. Aggressor покинул группу незадолго до выпуска EP In the Sign of Evil (в большинстве случаев рассматриваемый в качестве одного из значительных изданий раннего блэк-метала) и был заменён Grave Violator, который и сам недолго продержался в группе и ушёл вскоре после записи In the Sign of Evil. Замена была найдена в лице Destructor, после чего музыканты записали Obsessed by Cruelty, свой первый полноформатный альбом. Альбом был выдержан практически в таком же ключе, что и In The Sign of Evil. Destructor также не задержался в составе Sodom и присоединился к группе Kreator (такое положение вещей опять же не продлилось долго: музыкант погиб в 1993 году, разбившись на мотоцикле).
По большей части поначалу группу никто не воспринимал всерьёз. Различные печатные издания рассматривали её как не более чем «второсортный клон Venom с лирикой, идеи для написания которой лишь менее, чем наполовину были придуманы самими музыкантами». Один человек изменил ситуацию. Этот человек — Blackfire, который пришёл на место отсутствующего гитариста в Sodom. Blackfire убедил Тома в том, что трэш-метал далеко отстоит от проявлений ужаса, сатанизма и оккультизма таких групп, как Venom, и что в трэш-метале освещаются такие темы, как политика, общество и война. Том к тому времени уже интересовался различными войнами и считал их глупыми и полностью бессмысленными. Такие свежие идеи вылились в дебют Blackfire с его новой группой, альбом Persecution Mania. Новый подход в плане лирики и возросшая музыкальность благодаря Blackfire позволили группе получить признание (также у Sodom появился свой талисман Knarrenheinz, который впервые появился на обложке Persecution Mania), и вскоре музыканты отправились в европейское турне вместе со швейцарцами Coroner. Прогастролировав большую часть 1987 и 1988 годов, группа вновь вернулась в студию для записи следующего альбома. Конечный результат был назван Agent Orange и был продан в количестве 100,000 копий в одной лишь Германии. Это сделало Sodom известными и помогло получить мировое признание критиков. Sodom заняли место в одном ряду с Kreator и Destruction в качестве одной из наиболее значимых тевтонских трэш-метал-групп. На сегодняшний день Agent Orange самый продаваемый альбом немецкого трэш-метала в мире.
Как бы то ни было, внутри коллектива назрел ряд проблем. Том и Крис всё больше увлекались алкоголизмом (а в случае Криса — наркотиками). Более того, Франку было тошно от осознания того факта, что его товарищи по группе часто с недостаточной самоотдачей, плохо воспроизводили ту музыку, которую он сочинял, на сцене. Mille Petrozza из Kreator предложил Франку присоединиться к его группе после того, как они потеряли своего второго гитариста. Чувствуя необходимость двигаться дальше, Франк ушёл из Sodom, чтобы играть с Kreator. Angelripper занялся поисками замены. Он остановился на кандидатуре Михаэля Хофмана, бывшего участника немецких трэшеров Assassin.
В таком составе в 1990 году был записан альбом Better Off Dead. Во время южноамериканского тура Хофман решил остаться в Бразилии (со своей девушкой) и по этой причине был вынужден уйти из группы. Замена ему была найдена в лице Энди Брингза. Был записан новый альбом под названием Tapping the Vein, который отличался звучанием, более близким к дэт-метал, чем раньше. Также этот альбом оказался последним для Witchhunter в составе Sodom, которого выгнали из группы (07 сентября 2008 года скончался от печеночной недостаточности). Atomic Steif, бывший участник Holy Moses и Living Death занял место за барабанной установкой.
Этот состав записал следующий альбом Get What You Deserve. Музыканты отошли от особенностей дэт-метала в своём звучании и направили свой взгляд в сторону панка. Get What You Deserve имеет вероятно гротескную обложку, и многие поклонники творчества Sodom были разочарованы новым направлением, выбранным участниками группы. Также это ознаменовало начало спада международной популярности Sodom, так как трэш-метал утратил свою коммерческую жизнеспособность во второй половине 1990-х годов. Angelripper также в то же самое время начал сольную карьеру, исполняя застольные песни, немецкие шлягеры и даже рождественские песни в металлической обработке. Во время тура в поддержку Get What You Deserve был записан ещё один живой альбом Marooned Live.
В 1995 году был выпущен альбом Masquerade in Blood, исполненный в таком же ключе что и его предшественник. Группе снова пришлось искать нового гитариста, коим стал Strahli, который в свою очередь также недолго продержался в составе Sodom, так как был арестован и заключён под стражу в тюрьму за связи с наркотиками.
(31.01.2011 на сайте группы SODOM появилась следующая информация: Умер Dirk «Strahli» Strahlmeier — бывший гитарист SODOM. 

«…Как я узнал из достоверного источника, наш бывший гитарист Dirk „Strahli“ Strahlmeier умер в этом месяце, в госпитале города Дюссельдорф. В настоящий момент мы не знаем точных обстоятельств его смерти. Strahli играл в альбоме „Masquerade in Blood“, который вышел в 1995 году на SPV. После этого мы потеряли связь с ним. Наши глубокие соболезнования его семье и друзьям.»— https://github.com/bongiozzo/musica_mustdie/blob/main/output/band_sodom.md
 Atomic Steif также ушёл, и Angelripper вновь занялся поисками новых членов группы. В итоге к Sodom присоединился Bernemann на гитаре и Бобби Шотковски на ударных. Состав Sodom стабилизировался и оставался неизменным до 2011 года.
Альбом 'Til Death Do Us Unite отличился спорной обложкой, на которой были изображены живот беременной женщины и пивной живот мужчины, сжимающие между собой человеческий череп. Выпуск этого альбома ознаменовал возвращение к трэш-металу, хотя по звучанию он был близок к кросовер-трэшу и таким группам, как Suicidal Tendencies. Он также включил в себя песню, на которую Sodom сняли свой наиболее известный видеоклип, очень спорную песню «Fuck The Police». После этого альбома Sodom вернулись в студию и записали новый альбом Code Red в 1999 году. В этом альбоме музыканты полностью вернулись к тевтонскому трэш-метал-звучанию 1980-х годов, и альбом был восторженно встречен как поклонниками творчества группы, так и прессой. Ограниченным тиражом вышло издание этого альбома, включающее дополнительный диск с трибьютом Sodom под названием Homage to the Gods. В 2001 году последовал выпуск M-16, концептуального творения музыкантов, посвящённого войне во Вьетнаме, который получил своё название благодаря известной штурмовой винтовке M16. Последовал тур с другими двумя значительными трэш-метал-группами из Германии Kreator и Destruction, но Sodom прошли своим путём вторую половину тура из-за вражды между басистом Destruction Марселем Ширмером (нем. Marcel Schirmer) и Tom Angelripper. Причиной стычек послужило обвинение Destruction Sodom в том, что Sodom украли их музыкальные идеи и особенности звучания.
В 2003 году был записан двойной живой альбом в Бангкоке, Таиланд, названный One Night in Bangkok. Следующий альбом, названный просто Sodom был выпущен в 2006 году и продолжил традиции своего предшественника M-16. Такое название было обусловлено тем, что (как говорил Angelripper) каждой группе нужен альбом с одноимённым названием. Выпуск альбома был тем не менее задержан, так как запись DVD Lords of Depravity Part I заняла больше времени, чем было рассчитано.
В 2007 году представители Steamhammer поинтересовались у Тома, были ли ещё песни, которые не были записаны на EP In The Sign Of Evil. Том ответил, что были, и лейбл подал Тому идею перезаписать этот EP. В результате 28 сентября 2007 года вышел новый альбом, получивший название The Final Sign of Evil. На диск вошли полностью переписанный материал первого классического мини-альбома группы In the Sign of Evil, а также семь бонус-треков, написанных во времена работы над In the Sign of Evil или даже раньше, но до 2007 года не изданных. В качестве гостей в записи диска приняли участие музыканты, которые в 1984 году играли на оригинальном EP — барабанщик Крис «Witchhunter» Дудек и гитарист Джозеф «Grave Violator» Доминик.
В августе 2010 года Sodom завершили работу над альбомом In War And Pieces. Альбом вышел в Европе 22 ноября 2010 года на лейбле SPV/Steamhammer и 11 января 2011 года — в Северной Америке. Продюсированием диска занимался Вальдемар Сорихта.
После выхода In War And Pieces группу покинул ударник Бобби Штоковски по причинам того, что он поссорился с фронтмэном группы. Новым барабанщиком группы стал Маркус Фрайвальд.

Мы работаем с новым продюсером — Вальдемаром Сорыхтой из GRIP INC. Он словно четвертый участник группы. Я сказал ему, что хочу вернуться к корням группы, и что очень важно создать альбом со старым звуком. Я не люблю такое продюсирование, когда группа звучит похоже на все остальные. У него оказалось множество идей на счет аранжировок, вокальных линий и тому подобного
— Том "Энджелриппер"
Следующий альбом группы вышел 26 апреля 2013 года в Германии и 7 мая 2013 года в США. Альбом получил название Epitome of Torture. В ноябре 2014 года группа выпустила EP Sacred Warpath.
26 августа 2016 года вышел альбом Decision Day.
3 декабря 2017 года группа объявила, что они воссоединятся на время шоу с тремя из своих бывших гитаристов Йозефом «Grave Violator» Домиником (который участвовал при записи альбома In the Sign of Evil), Фрэнком «Blackfire» Годжиком («Persecution Mania» и «Agent Orange») и Энди Брингзом («Tapping the Vein» и «Get What You Deserve») во время их 35-летнего юбилейного шоу 26 декабря в Бохуме, Германия. Они исполнили три песни отдельно друг от друга из соответствующих альбомов, в которых они появлялись.
5 января 2018 года Angelripper объявил, что Бернеманн и Маркус Фрайвальд покинут группу. Он сказал, что объявит новых членов группы 7 апреля и что они примут участие в записи нового альбома группы. Бернеманн и Фрайвальд позже сказали, что Том объявил им об их увольнении через WhatsApp, даже не прослушав новый материал, над которым они работали для предстоящего альбома. 22 января Том объявил, что привычное трио группы будет дополнено еще одним участником. Новыми членами группы оказались воссоединившийся с группой гитарист Фрэнк Годжик, а также ударник Стефан «Husky» Хюскенс и второй гитарист Йорк Зегац. Новый EP «Partisan» был выпущен 23 ноября 2018 года, а новый LP выйдет в 2020 году.
26 февраля 2018 года группа отменила свое выступление на фестивале Full Metal Mountain «из-за кратковременной смены состава и реструктуризации группы», как объяснил Том. Он также добавил, что новый состав еще не был готов для концертов. Новый состав группы дебютировал 18 мая 2018 года на фестивале Rock Hard Festival. Вскоре группа объявила, что будет участвовать в европейской части тура MTV Headbangers Ball с Death Angel, Suicidal Angels и Exodus с ноября по декабрь 2018 года.
13 января 2020 года барабанщик Стефан «Husky» Хюскенс покинул группу из-за «некоторых изменений на моей постоянной работе, а также нескольких других вопросов», и не вернется в будущем. Его заменил новый барабанщик Тони Меркель.
12 июня 2020 года группа объявила, что начала работать над шестнадцатым студийным альбомом под названием Genesis XIX в студии Woodhouse Studio в Хагене, Германия с продюсером Сигги Беммом; альбом планируется выпустить в том же году. Сведение было завершено в августе. Genesis XIX вышел 27 ноября 2020 года.
31 июля 2023 года было объявлено, что Sodom (вместе с Kreator, Destruction и Tankard) включены в программу фестиваля Klash of the Ruhrpott, который должен состояться 20 июля 2024 года в амфитеатре Гельзенкирхена в Германии. Это первый раз, когда все группы «Большой тевтонской четверки» выступят вместе.

## Музыкальный стиль и влияние
С музыкальной точки зрения Sodom сохранили за собой свой собственный стиль, объединяющий агрессивный и очень быстрый трэш-метал. Благодаря экстремально жёстким риффам по сравнению с другими современными трэш-метал-группами и грубому, сырому пению Sodom считаются проводниками новых направлений в музыке, таких как дэт-метал и блэк-метал 1990-х годов.
Sodom раньше очень часто осуждались прессой как «Поборники войны» (нем. "Kriegsverherrlicher"), так как в текстах своих песен музыканты затрагивали темы войны и насилия (часто в очень навязчивой форме). Поклонники группы, однако, утверждают противоположно обратное. При внимательном прочтении можно увидеть тот критический подтекст, который сопутствует песне. Так, к примеру, такие песни, как «Persecution Mania» не прославляют войну, а описывают её как страшное и травмирующее переживание. Исходя из данной трактовки понимания войны и насилия следует понимать припев из песни «Ausgebombt» («Не играйте со смертью / Война уже недалеко / Уничтожьте своё оружие / Выносите уроки из прошлого») (нем. "Spielt nicht mit dem Tod / Der Krieg ist nicht mehr weit / Vernichtet Eure Waffen / Lernt aus der Vergangenheit"). Tom Angelripper также сказал в одном из интервью, что вся группа выступает против войны, что отразилось в песнях типа «Remember the Fallen» или «Schwerter zu Pflugscharen».

## Дискография
Студийные альбомы
- Obsessed by Cruelty (1986)
- Persecution Mania (1987)
- Agent Orange (1989)
- Better Off Dead (1990)
- Tapping the Vein (1992)
- Get What You Deserve (1994)
- Masquerade in Blood (1995)
- ’Til Death Do Us Unite (1997)
- Code Red (1999)
- M-16 (2001)
- Sodom (2006)
- The Final Sign of Evil (2007)
- In War and Pieces (2010)[19]
- Epitome of Torture (2013)
- Decision Day (2016)
- Genesis XIX (2020)
- The Arsonist[англ.] (2025)

## Состав

### Текущий состав
- Angelripper (Томас Зух) (Thomas «Angelripper» Such) — вокал, бас-гитара (1981—наши дни)
- Blackfire (Фрэнк Годжик) (англ. Frank «Blackfire» Gosdzik) — гитара (1987—1989, 2018—наши дни)
- Йорк Зегац (англ. Yorck Segatz) — гитара (2018—наши дни)
- Тони Меркель (англ. Toni Merkel) — ударные (2020—наши дни)

### Бывшие участники
- Bernemann (Бёрнд Кост) (Bernd «Bernemann» Kost) — гитара (1995—2017)
- Makka (Маркус Фрайвальд) (Markus «Makka» Freiwald) — ударные и перкуссия (2011—2017)
- Bobby Schottkowski (Бобби Шоттковски) — ударные (1996—2010)
- Strahli (Дирк Штральмайер) (умер в 2011) (Dirk «Strahli» Strahlimeier) — гитара (1995—1996)
- Atomic Steif (Гвидо Рихтер) (Guido «Atomic Steif» Richter) (позже Stahlträger, Assassin, Sacred Chao, Holy Moses, Living Death, Brotós) — ударные (1992—1995)
- Witchhunter (Кристиан Дудек) (англ. Christian «Witchhunter» Dudek) (умер в 2008) (бывш. Destruction и Bathory) — ударные (1983—1992, 2007)
- Энди Брингз (Andy Brings) (позже в Powergod) — гитара (1991—1995)
- Micha (Михаэль Хоффман) (Michael «Micha» Hoffman) (Assassin) — гитара (1990)
- Уве Бальтруш (Uwe Baltrusch) (Mekong Delta, позже в House of Spirits) — гитара (тур в 1989/1990)
- Assator (Уве Кристоферс) (Uwe «Assator» Christophers) — гитара (тур в 1986)
- Destructor (Михаэль Вульф) (Michael «Destructor» Wulf) (позже Kreator) (умер в 1993) — гитара (1985—1986)
- Grave Violator (Йозеф Доминик) (Josef «Peppi» Dominic) — гитара (1984—1985, 2007)
- Aggressor (Франк Тестеген) (Frank «Aggressor» Testegen) — гитара, вокал (1981—1984)
- Bloody Monster (Райнер Фокке) — ударные (1981)
- Husky (Стефан Хюскенс) (англ. Stefan «Husky» Hüskens) — ударные (2018—2020)[20]